# 丁偉斌
丁偉斌（James Ting），加拿大籍音樂總監、製作人。活躍於亞洲（香港和東京）。曾經為鄭秀文、薩頂頂、劉德華、郭富城、容祖兒、Cookies、Shine、鄭希怡、藍奕邦、Kis-My-Ft2等歌手合作。

## 生平
丁偉斌畢業於加拿大TREBAS唱片藝術學院。其後成為了音樂製作人、藝人經理、聲音設計師和作曲家，擁有超過20年的商業音樂製作和電子音樂表演經驗，能說流利的英語、粵語、普通話和日語。
James Ting曾為Pioneer DJ（日本總部，2018年）、微軟（中國總部，2017年）和Societe Generale（全球，2021年）的員工提供音樂製作工作坊。他還曾擔任Roland Synthesizer的聲音設計師，特別是在2019年為旗艦型號JD-XA進行設計。
作為一名藝人經理和製作人，他自2016年以來與簽約於環球唱片香港的歌手Oscar Tao和Luvdat合作。丁偉斌曾獲得多個音樂獎項，並在香港、日本和加拿大的多個電視和廣播節目中亮相。他曾擔任過重要的體育場音樂秀的音樂總監和樂隊領袖，例如北京“奧迪世界好聲音”的Audi World of The Voice。
James Ting還與日本Johnny's Entertainment、微軟、蘋果電腦、日產、奧迪、摩托羅拉、Pioneer DJ、Roland、環球唱片、華納唱片等各種主要公司和藝術家進行了合作。他與多位知名藝術家合作，包括劉歡, 薩頂頂，吉克隽逸，茜拉，胡夏，郁可維，吉杰（中國）、Kangta和李藝俊（韓國）、Andrea Begley和The Orb（英國）、Kis-My-Ft2（日本）、Dia Frampton 和 Peter Buffett（美國）、Nick Howard和Xavier Naidoo（德國），還有鄭秀文、容祖兒、陳蕾、劉浩龍、李克勤、薛凱琪、Twins、Cookies、Oscar Tao 和 Luvdat（香港）等等。
James Ting是一名擁有超過10年音樂教學經驗的蘋果Logic Pro 9 - 蘋果認證導師，持有加拿大Trebas Recording Arts學院的音頻工程文憑。他的專長包括音樂作曲、編曲、錄音製作、音樂會製作、音頻工程/製作工具、視頻剪輯、產品包裝、藝術指導、推廣、現場音樂會製作、活動組織、互聯網營銷和網頁設計等。
就他的專業協會而言，James Ting自1994年起成為香港作曲家及作詞家協會有限公司的成員，並自2001年起成為Warner/Chappell Music, H.K. LTD.的簽約作曲家。
James Ting曾擔任亞洲多個活動和音樂會的音樂總監、樂隊領袖和DJ，包括2008年至2019年的北京奧迪“好聲音世界”、SHINE AGAIN演唱會、薛凱琪、林書豪和Yeah Show。他曾在EBIAS MUSIC發行超過300首商業音樂作品，並於1994年至2019年期間擔任音樂總監、製作人、編曲師和音頻工程師。他還於2009年至2014年在香港專業教育學院和香港知專設計學院教授電腦音樂，並於1995年至1996年在加拿大的Rogers Cable、CFMT和Channel 47製作/主持電視節目片段。此外，他還於1994年至2012年期間擔任CTI、無綫電視和索尼音樂的音樂總監，以及2002年至2014年期間的各種音樂比賽的音樂評判員。
James Ting在其職業生涯中贏得了多個音樂獎項，例如2011年的⾳乐先锋榜年度最佳编曲 （页面存档备份，存于） “信者得愛” -（鄭秀文演唱）, ⾹港数码⾳乐⼤奖 -最⾼点播MV- “星秀傳說”（鄭秀文演唱）等。
James Ting在其職業生涯中還擁有多首音樂排行榜冠軍歌曲，例如容祖兒的“情歌的情歌”、“星秀傳說”（鄭秀文演唱）、梁詠琪的“出走地平線”、劉浩龍的“Shut Up Baby”、薛凱琪的“尋找獨角獸”等。他還憑藉鄭秀文演唱的“星秀傳說”贏得了年度最佳舞曲獎。
「心急人上 （页面存档备份，存于）」是由James Ting製作和作曲，為香港女子組合Cookies創作的一首流行歌曲。該歌曲在2002年在香港和台灣大獲成功，被視為該組合的代表作之一。歌曲輕快的旋律和節奏，加上組合成員的和聲演唱，使其成為歌迷的最愛。James Ting的製作和作曲技巧對歌曲的成功至關重要，展示了他創作出能引起聽眾共鳴的音樂的能力。總體而言，「心急人上」證明了James Ting作為音樂製作人和作曲家的才華，以及Cookies作為香港音樂偶像的持久流行性。
James Ting製作的專案包括多個專輯和單曲，例如Icon唱片公司旗下的SHINE AGAIN EP、東亞唱片公司旗下的藍奕邦的LP“好風光”、Freeway Music旗下的陳蕊蕊的MakeUp Baby EP等。
James Ting曾為不同活動、電影及電視節目作曲，例如電影《爆３俏嬌娃》的主題曲，鄭秀文所演唱的《表演時間》是電影《行運一條龍》的主題曲，以及電視動畫《爆裂旋風》的配樂等。
總的來說，James Ting在音樂製作和作曲方面有著卓越的職業生涯，與全球各大公司和藝人合作，創作了眾多商業音樂作品。他在音樂製作和音頻工程方面的專業知識使他對音樂產業做出了重要貢獻。

## 音樂作品

### 1994年
- 黎　姿 – 私奔（曲、編）
- 黎　姿 – 破例 Remix（編）
- 陳松伶 – 我志比天高（曲、編）
- 陳松伶 – 愛就愛我這一次 （編）
- 李莉莉 - 愛美神（曲）

### 1995年
- 陳松伶 – 無盡的宇宙（曲）（TVB兒童節目《閃電傳真機》第4代（1995年至1999年）主題曲）
- Funk Me James – Funk Me Baby (In & Out Mix)（曲、編、監）
- Funk Me James – I feel Trance（曲、編、監）
- Funk Me James – Beat Is Beat  (That Gets My Heart Pumping)（曲、編、監）

### 1997年
- 何韻詩 – 小九子的心事（編）
- 梁漢文 – 透明（曲、編）
- 陳小春 – 是日忌嗌闷（曲、編）
- 歐倩怡 – 問題天天都多（編）
- 鄭秀文 – 一夜成名（曲）
- 鄭秀文 – 星「秀」傳說（Everyone is a Superstar）（曲）
- 鄭秀文 – 表演時間（曲）

### 1998年
- 歐倩怡 – 小丸子放暑假（編）
- 歐倩怡 – 皇家雙妹嘜（曲、編）
- 黎　明 – AHHHHH!!!（詞）
- 異人問津館 – AM超末來 （詞、編、監）
- 異人問津館 – 軍樂 （曲、編、監）
- 異人問津館 – 傾情熱戀 （曲、編、監）
- 異人問津館 – 大佬你想點? REMIX （曲、編、監）
- 異人問津館 – 大佬你想點? （曲、詞、編、監）
- 異人問津館 – 作鬼作邪 （曲、詞、編、監）
- 異人問津館 – 黑蜥蜴 （曲、編、監）
- 異人問津館 – 彩筆 （曲、編、監）
- 異人問津館 – Gas Mask （曲、編、監）
- 異人問津館 – 愛歌 （曲、編、監）
- 異人問津館 – Everybody Is A Superstar （曲、詞、編、監）
- 異人問津館 – Ah-High （曲、編、監）
- 異人問津館 – 傾情熱戀 (Drum n' Bass Mix)（曲）
- 異人問津館 – 黑蜥蜴 (Trip Mix) （曲）
- 異人問津館 – 作鬼作邪 (好痛好舒服 Mix) （曲、編、監）

### 1999年
- 張　茵 – Starlight（曲、詞、編、監）
- 張　茵 – 雖然離開（編、監）
- 張　茵 – 起舞到月球（編、監）
- 張　茵 – Be Mine（監）
- 張　茵 – Another Dream（編、監）
- 張　茵 – 星空奇遇（監）
- 張　茵 – Apollo 2000（曲、編、監）
- 張　茵 – 愛在惑星的背面（編、監）
- 張　茵 – Bye Bye（編、監）
- 張　茵 – 月亮旅程（監）
- 張　茵 – 離開了你，還有回憶（編、監）
- 歐倩怡 – 小丸子妙想天開（編）

### 2000年
- 張　茵 – 密室（曲、編、監）
- 梁詠琪 – 堅持（曲、編）
- 趙詠華 – Hey Girl（編）
- 李婭莎 – 沒有規矩（編、監）
- 李婭莎 – 我們之間（編、監）
- 李婭莎 – 我的王子（編、監）
- 李婭莎 – All Right（編、監）
- 李婭莎 – 小女孩的愛（編、監）
- 李婭莎 – 愛是口香糖（編、監）
- 李婭莎 – 簡單假期（編、監）
- 李婭莎 – 妄想狂（編、監）
- 李婭莎 – 何時再見 (When'll i see you again)（編、監）
- 高晨維、吳勇鋒、李婭莎、謝宇書 -世界因此閃亮（編）

### 2001年
- 梁詠琪 – 出走地平線（曲、編）
- 陳奕迅 – 幸福摩天輪（James Ting Remix）（編）
- 陳奕迅 – 美麗有罪（James Ting Remix）（編）

### 2002年
- B2 – 涉谷怪談（曲、編）
- B2 – 虛擬愛情（曲、編）
- Cookies – 心急人上（曲、監）
- Cookies – 紅組加油!!（監）
- Cookies – 心急人上（Doki Doki Mix）（曲、編、監）
- Cookies – 宇宙最強（監）
- Cookies – 曲奇聖誕歌（曲、編、監）
- Cookies – 青春不老（曲、監）
- Cookies – 最後一塊（監）
- Cookies – 問幾米（曲、監）
- Cookies – 宇宙最強（Cosmic Love Mix）（編、監）
- Shine – 祖與占（曲、編、監）
- Shine – 一一（監）
- Shine – 燕尾蝶（監）
- Shine – 去吧!旺角揸Fit人!（曲、編、監）
- Shine – 盜日者（曲、編、監）
- Shine – 燕尾蝶（Clean Version）（監）
- Shine – 友誼萬歲（監）
- Shine – Superstar（編、監）
- Shine – 熊貓（曲、編、監）
- Shine – 18相送（編、監）
- Shine – 天又藍（監）
- Shine – 迷幻彩虹（曲、監）
- Shine – 荷蘭水蓋（編、監）
- Shine – 18歲（編、監）
- Shine – 南天（監）
- Shine Feat. Cookies – 午夜快車（編、監）
- Twins – Ichiban興奮（曲、編）
- 何韻詩 – 水花四濺（曲）
- 郭富城 – 爆裂旋風（曲、編、監）
- 郭富城 – 爆裂旋風（國）（曲、編、監）
- 陳司翰 – 破相（編）

### 2003年
- Shine – 半成年（曲、編、監）
- Shine – 曼谷瑪利亞（監）
- Shine – 一笑至知（監）
- Shine – JR（監）
- Shine – 最差的歌（編、監）
- Shine – 尋金熱（曲、編、監）
- Shine – 兩個龍捲風（曲、監）
- Shine – 東涌日和（監）
- Shine – 避雨（監）
- Shine – 山頂（編、監）
- Shine – 活化石（曲、編、監）
- Shine – 天又藍紀念中學（監）
- Shine – 人人超人（曲、編、監）
- Shine – 兩個龍捲風（Natural Mix）（曲、編、監）
- Shine Feat. Kary@Cookies – 半成年RMX（曲、編、監）
- Sky – 冒險後樂園（編、監）
- Sky – 五個等愛的少年（編、監）
- 容祖兒 – 神魂顛倒（曲、編、監）
- 徐天佑 – 簡單而隆重（監）
- 徐天佑 – 炭（監）
- 郭富城 – 錯愛的呼喚（曲、監）
- 鄭秀文 – 戀上你的床（編、監）
- 鄭秀文 – 戀上你的床（國）（編）
- 劉德華、鄭秀文 – 同行（曲） "2003年世界艾滋病日主題曲"
- 薛凱琪 – XBF（監）
- 薛凱琪 – 麥當娜一吻（監）
- 薛凱琪 – 趕（編、監）

### 2004年
- 2R – 夾嘴形（編、監）
- Shine – 坦克車（曲、編、監）
- Shine – 舊生會旅行（曲、編、監）
- Shine – 杜凱詠（編、監）
- 劉浩龍 – 師兄（監）
- 劉浩龍 – 緋聞男友（監）
- 薛凱琪 – 上帝是男孩（監）
- 薛凱琪 – 小聰明（監）
- 薛凱琪 – 冬眠（監）
- 薛凱琪 – 影迷少女（監）
- 薛凱琪 – XBF（Soft Mix）（監）
- 薛凱琪 – VIE-YA（監）
- 薛凱琪 – 飛（監）

### 2005年
- 2R – 啱啱（編、監）
- 2R – 第二個家（曲、編、監）
- 2R – 愛了就例外（編、監）
- 2R – 夾嘴形（癲Dut Mix）（編、監）
- 黃又南 – 邪魔大戰白血球（曲）
- 黃又南 – 病魔狙擊手（曲）
- 劉浩龍 – Shut Up Baby（曲、編、監）
- 劉浩龍 – 師兄急轉彎（曲、編、監）
- 薛凱琪 – 前菜（監）
- 薛凱琪 – 男孩像你（監）
- 薛凱琪 – 快樂到天亮（監）
- 薛凱琪 – 我想留低（監）
- 薛凱琪 – 瞬間轉移（監）
- 薛凱琪 – 未約定（監）
- 薛凱琪 – Zentrix（曲、編、監）
- 薛凱琪 – 尋找獨角獸（曲、編、監）
- 薛凱琪 – 水（監）
- 薛凱琪 – 白色戀人（監）
- 薛凱琪 – 愛（曲、監）

### 2006年
- Shine – 鼎鼎大名（曲、編、監）
- Shine – 俗（曲、編、監）
- Shine – 戰友（監）
- Shine – 二手之家（監）
- 容祖兒 – 情歌的情歌（曲）
- 容祖兒 – 用一千雙手臂擁抱你（曲）

### 2007年
- 詹瑞文、梁洛施 – 全民學戲（編）
- 鄭希怡 – 超模（編、監）
- 鄭希怡 – 雲上舞（曲、編、監）
- 薛凱琪 – 下次下次（監）

### 2008年
- 鄭希怡 – 伶仃島（編、監）
- 鄭希怡 – 惡女（曲、Rap詞、編、監）
- 鄭希怡 – 五個世紀（編、監）
- 鄭希怡 – 不是我杯茶（曲、編、監）
- 鄭希怡 – 模特兒的寂寞（編、監）
- 鄭希怡 – 單程隧道（曲、編、監）
- 鄭希怡 Feat. Sun Boyz – 大不了（編、監）

### 2009年
- 玉森裕太 (Kis-My-Ft2) – 夢を僕とともに（曲）
- 孫耀威、Mr.、鄧健泓 – 汽水樽蓋（曲、編）
- 鄭秀文 Feat. MC仁 – 信者得愛（編）
- 戴夢夢 – 一走了之（編、監）
- 關心妍 – 應許之國（曲、編、監）

### 2010年
- 傅　穎 – 加加夫人（曲、編、監）
- 傅　穎 – 無敵（曲、編、監）
- 鄭秀文 Feat. MC HotDog – 信者得愛（國）（編）

### 2011年
- MVG – 我愛Agogo（曲、編、監）
- MVG – Agogo時代（曲、編、監）
- 蕊　蕊 – Make Up Baby（曲、編、監）
- 蕊　蕊 – 傷人舞（編）
- 蕊　蕊 – 蛻變蝴蝶（曲、編、監）
- 蕊　蕊 Feat. Super Gear – 波斯貓（編、監）
- 藍奕邦 – 晚晚禮拜六（曲、編、監）
- 藍奕邦 – 又燦爛又糜爛（曲、編、監）
- 藍奕邦 – Cocktail（編、監）
- 藍奕邦 – 密室裡的絲襪（編、監）
- 藍奕邦 – 青春於舞池流逝（曲、編、監）
- 藍奕邦 – 這刻非明天（曲、編、監）
- 藍奕邦、楊千嬅 – 黑天鵝（曲、編、監）

### 2012年
- I Love You Boyz – 叱咤大明星（編）
- Shine – 第二春（編、監）
- Shine – Shine（曲、編、監）
- Shine – 不顧死活（曲、編、監）
- Super Gear – 哈哈鏡兵團（曲、編、監）
- Super Gear – 寫給夢想的字條（曲、編、監）
- 陳法拉 – 想不想（編、監）
- 楊千嬅 – 金絲雀（編）

### 2013年
- 樂　瞳 – 愛的魔法（編、監）
- 鄭秀文 – 荒漠甘泉（曲、編）
- 鄭秀文 – 與神對話（編）
- 鄭秀文 – 原始武器（曲、編）
- 蕊　蕊 – 戀愛觀光禮（曲、編、監）

### 2014年
- HunterZ – 愛壞（曲、編、監）

### 2015年
- Triggersoniq – FEM（曲、編、監）

### 2018年
- LuvDat – What Do You Say（曲、編、監）
- LuvDat – 飛行號（Unipolar Version）（曲、編、監）

### 2019年
- BLUES NO MORE!!! – Darker Than Blue（編、監）
- BLUES NO MORE!!! – In the midnight groove（編、監）
- BLUES NO MORE!!! – M.U.S.I.C（編、監）

### 2021年
- 刘德华/王宝强/刘昊然 – 恭喜发财2021（編）電影《唐人街探案3》新春送福曲
- 異人問津館 – 神魂顛倒（曲、編）
- 吳業坤 – 一路（編、監）
- 龐景峰 – 勝者之戰（曲、編、監）
- 龐景峰 – 極限 Took My Heart（曲、編、監）
- 龐景峰 Feat. Soda – 你我情在（完整毛孩版）（曲、編）

### 2023年
- 顧定軒 – 羅曼蒂克！（曲、編）